# Bundeskonferenz für Erziehungsberatung
Die Bundeskonferenz für Erziehungsberatung (bke) ist der trägerübergreifende Fachverband der Erziehungs- und Familienberatung in Deutschland. In der bke sind die sechzehn Landesarbeitsgemeinschaften für Erziehungsberatung (LAG) zusammengeschlossen, die in den Bundesländern bestehen. In den LAGen können die Fachkräfte der Erziehungs- und Familienberatungsstellen auf freiwilliger Basis Mitglied werden.
Der Verein ist eine Organisation der Kinder- und Jugendhilfe. Sie wird vom Bundesministerium für Familie, Senioren, Frauen und Jugend (BMFSFJ) gefördert.

## Geschichte
Der Verein wurde 1962 in München gegründet. Erster Vorsitzender und bis 1980 Geschäftsführender Vorsitzender war Ernst Griesbach.
Von 1985 bis 2014 war der Diplomsoziologe Klaus Menne Geschäftsführer der bke. Seit 2014 ist die Geschäftsführerin die Diplom-Psychologin Silke Naudiet.

## Aufgaben
Der Verein ist bemüht, bundesweit einen vergleichbaren fachlichen Standard der Qualität von Erziehungs- und Familienberatung zu sichern. Dazu nimmt sie die folgenden Aufgaben wahr:

### Fachliche Empfehlungen
Der Verein bearbeitet kontinuierlich aktuelle Fragen der Beratungspraxis und gibt Hinweise zu ihrer praktischen Gestaltung. Bei Themen von grundsätzlicher Bedeutung gibt sie ihren Äußerungen die Form der Stellungnahme. Dabei nimmt die bke auch zu Gesetzesvorhaben und rechtlichen Änderungen Stellung.
Die aktuellen Empfehlungen zu fachlichen und zu rechtlichen Themen der Erziehungsberatung sind in zwei Grundlagen-Bänden zusammengestellt.

### Fort- und Weiterbildung
Zweck ist es, Fort- und Weiterbildung für die Fachkräfte in der Erziehungs- und Familienberatung anzubieten. Sie kommt diesem Auftrag durch ein thematisch breit gefächertes Programm mit thematischen Einzelkursen und Weiterbildungsfolgen sowie durch Fachtagungen und Kongresse (Wissenschaftliche Jahrestagung) nach.

### Publikationen
Der Verein gibt zwei Zeitschriften heraus:
Informationen für Erziehungsberatungsstellen (InfEB)
Die Zeitschrift erscheint in drei Ausgaben im Jahr. In ihr werden die neuesten Stellungnahmen und Hinweise publiziert.
Zeitschrift für Kindschaftsrecht und Jugendhilfe (ZKJ)
Diese zusammen mit dem Bundesanzeiger Verlag herausgegebene Zeitschrift erscheint monatlich. Die ZKJ ist interdisziplinär angelegt und fördert die Dialog zwischen Jugendhilfe, Psychologie, Mediation sowie Kindschafts- und Familienrecht.
Der Verein gibt auch Buchreihen heraus:
Materialien zur Beratung
Die Reihe erscheint seit 1992 mit inzwischen 21 Bänden. Zuletzt ist erschienen: Beratung in Bewegung. Beiträge zur Weiterentwicklung in den Hilfen zur Erziehung.
Jahrbuch für Erziehungsberatung
Von 1994 bis 2014 hat die bke bei Beltz Juventa insgesamt zehn Jahrbücher zur fachlichen und fachpolitischen Entwicklung der Erziehungs- und Familienberatung publiziert.
Darüber hinaus erscheinen Themenbände als Einzelpublikationen in Fachverlagen.

### Innovative Projekte
Der Verein fördert die fachliche Weiterentwicklung der Erziehungs- und Familienberatung zudem durch innovative Projekte. Zu deren Themen zählten u. a. Jugendhilfeplanung für Erziehungs- und Familienberatung, Onlineberatung für Jugendliche und Eltern, Beratung im Kontext des familiengerichtlichen Verfahrens und Förderung durch Entwicklungs-Checks.

## Organisation
Der Vorstand  wird durch die Vertreter der 16 Landesarbeitsgemeinschaften gebildet. Ihm gehören zudem Vertreter der Fachrichtungen Sozialarbeit/Sozialpädagogik, Kinder- und Jugendlichenpsychotherapie, Pädagogik und Verwaltung an.
Der Geschäftsführende Ausschuss (GA) des Vorstandes wird durch den Vorsitzenden, zwei Stellvertreter und die Geschäftsführerin gebildet. Vorsitzender ist Christoph Schmidt; Geschäftsführerin ist Silke Naudiet.
Für besondere Aufgabenbereiche sind ständige Kommissionen eingerichtet:
- Kommission für Fort- und Weiterbildung
- Kommission für Rechtsfragen
- Kommission Qualitätssiegel
- Kommission für Statistik.

Die Geschäftsstelle der bke befindet sich in Fürth.

## Landesarbeitsgemeinschaften
Die Landesarbeitsgemeinschaften dienen dem Erfahrungsaustausch der Beratungsfachkräfte und beteiligen sich an der fachpolitischen Gestaltung des Beratungsangebots im jeweiligen Bundesland. Sie arbeiten mit der bke zusammen. Die LAGen veranstalten auch Tagungen. Einzelne LAGen haben eine eigene Zeitschrift, beispielsweise Berlin und Brandenburg: „Trialog“. In anderen Ländern werden „LAG-Nachrichten“, „EB-aktuell“ oder „EB-Kurier“ genannte Informationsblätter publiziert.

Das bke-Qualitätssiegel

## Qualitätssiegel
Das Siegel „Geprüfte Qualität“ wird durch die Bundeskonferenz für Erziehungsberatung vergeben. Das Siegel bescheinigt einer Einrichtung der Erziehungsberatung zum Zeitpunkt der Erteilung die fachlichen Standards für die Arbeit und Ausstattung von Beratungsstellen für Kinder, Jugendliche und Eltern zu erfüllen, die von der Bundeskonferenz für Erziehungsberatung formuliert worden sind. Das Qualitätssiegel, das von einer unabhängigen Kommission vergeben wird, hat eine Gültigkeit von vier Jahren.

## Onlineberatung
Der Verein betreibt im Auftrag der Arbeitsgemeinschaft der Obersten Landesjugend- und Familienbehörden (AGJF) eine Onlineberatung für Jugendliche und für Eltern. Es werden jeweils Einzelberatung, Gruppenchats, Themenchats, Diskussionsforen und eine Sprechstunde vorgehalten. Die Angebote wurden bisher von mehr als 70.000 registrierten Nutzerinnen und Nutzern in Anspruch genommen.

## Beratungsstellensuche
Der Verein  pflegt ein Verzeichnis der ca. 1.050 Erziehungs- und Familienberatungsstellen in Deutschland. Sie stellt auf ihrer Website eine Suchfunktion zur Verfügung mit der Beratungsstellen in der Nähe des eigenen Wohnorts gefunden werden können. Dabei können Beratungsstellen, die sich auf die Beratung von Personen aus einem anderen Kulturkreis bzw. auf die Beratung von Familien mit Säuglingen und Kleinkindern konzeptionell eingestellt haben, gesondert ausgewiesen werden.